# ساليناس دا مارجريدا
ساليناس دا مارجريدا (بالبرتغالية: Salinas da Margarida‏)؛ بلدية في ولاية باهيا في المنطقة الشمالية الشرقية من البرازيل.